# Остроумов, Николай Петрович
Никола́й Петро́вич Остроу́мов (1846—1930) — русский учёный-ориенталист, историк и этнограф. Один из первых исследователей Туркестана. Тесть географа — профессора Николая Гурьевича Маллицкого. Автор ряда трудов по исламоведению.

## Биография
Родился 15 ноября 1846 года в селе Сасово Елатомского уезда Тамбовской губернии в семье священника. С 1860 по 1866 учился в Тамбовской семинарии, а затем с 1866 по 1870 годы в Казанской духовной академии, где изучал тюркские и арабский языки и ислам «в целях миссионерства». В академии его учителями были Н. И. Ильминский и Г. С. Саблуков.
После окончания академии со степенью магистра в 1871 году он преподавал в ней, а также в Казанской семинарии историю и вероучение ислама, и ещё татарский и арабский языки.

### Период жизни в Ташкенте
В 1877 году, по ходатайству своего учителя Ильминского, Остроумов был назначен в Ташкент — на должность инспектора народных училищ Туркестанского края; с 1879 года он был директором Туркестанской учительской семинарии, с 1883 года — директором Ташкентской мужской гимназии.
С 1883 года по 1917 годы Н. П. Остроумов был редактором «Туркестанской туземной газеты», издаваемой в Ташкенте. При его участии были изданы на узбекском языке произведения А. С. Пушкина («Сказка о рыбаке и рыбке»), Л. Н. Толстого («Чем люди живы»), брошюры «Краткая история древнего Египта», «Жизнь Колумба», «О пользе наук», «Рассказы из физической географии», «Географическая карта всех частей света» и другие книги. Переводил на русский язык и публиковал статьи местных авторов, в том числе поэта Фурката, историка Саттархана Абдугафарова, мецената Мирзо Бухари.
В 1907 году Николай Петрович издал сборник стихотворений Махтумкули и извлечения из «Дивана» Мукими, в 1910 вышла его работа «Этимология сартовского языка».
В период с 1885 по 1886 года он по поручению Британского библейского общества перевёл на узбекский язык четыре книги Евангелия, напечатанные затем в 1891 году в Лейпциге.
Н. П. Остроумов был одним из основателей Туркестанского кружка любителей археологии, открывшегося в 1893[уточнить] году. В мае 1904 года становится членом-корреспондентом Русского комитета для изучения Средней и Восточной Азии.
В 1917—1921 годах жил в родном селе Сасово, затем после 1921 года преподавал в Ташкенте.
Умер 17 ноября 1930 года в селе Луначарском недалеко от Ташкента и похоронен на Боткинском кладбище Ташкента.

## Планы Остроумова по интеграции мусульман Туркестана в Россию
Остроумов как и его учитель Ильминский был сторонником активного православного миссионерства среди мусульман. Остроумов (в рамках казанской миссионерской школы) считал необходимой интеграцию инородцев в российское общество на основе православия. В связи с этим Остроумов считал необходимым бороться с исламом. Остроумову не нравились многие действия русской администрации в Туркестане и он пытался реформировать российскую политику в этом регионе. Сохранился написанный Остроумовым «Общий взгляд на задачу русской администрации Туркестанского края в отношении к мусульманскому его населению…». В этом документе Остроумов отметил, что целью русской политики является сближение русского и туземного населения:

Туркестанской администрации, также как и алжирской, предстоит поставить коренное население метрополии наряду с многочисленным мусульманским населением недавно завоеванной окраины и составить из этих двух разнородных элементов одно целое, если не однородное, то, по крайней мере, правильное... Государственный интерес России требует не только сближения, но и слияния иноплеменных жителей Туркестанского края с коренным русским населением
Остроумов особо выделял религию, считая, что "мусульмане в силу самого характера их религии, не могут быть дружественны христианам. Остроумов предупреждал, что Россия благодаря Туркестану приблизилась к «мусульманской Индии» и к «омусульманивающемуся Китаю». Остроумов разделял распространенное тогда мнение об исламизации Китая:

Для нашего будущего особенно невыгодно, если Китай превратится в государство мусульманское и вдохновится идеями мусульманского прозелитизма. Теперь Китай мстителен только к своим врагам, а тогда объявит себя врагом всего человечества
Остроумов поддерживал переселение русских колонистов в Туркестан и предлагал следующие меры:
- «Ограничение переселения в край из внутренних областей Империи татар»;
- «Предпочтение татарам туземцев при занятии должностей переводчиков, помощников уездных начальников, казиев, имамов и пр.»;
- «устранение всего, что может способствовать поддержанию и укреплению среди туземцев мусульманской образованности и контроль за паломниками, отправляющимися в Мекку и Медину»;
- «Обособление кочевого населения, не успевшего еще окончательно окрепнуть в исламе от соседних туземцев и особенно от влияния татар как более совершенных и более фанатичных представителей мусульманской культуры, с которой нам неизбежно приходится бороться как с опасным внутренним врагом не только настоящего, но и будущего»;
- «Образование туземного юношества в правительственных школах»;
- «Обязательное распространение государственного языка среди туземного населения»;
- «Назначение светской властью всех духовных должностных лиц, кроме имамов, которые должны быть избираемы обществом мусульман»;
- Постепенное подчинение туземцев «общим государственным судебным учреждениям», с сохранением шариатских судов (с предоставлением туземцам права обращаться в русские суды);
- Обучать туземцев русскому языку — «первому естественному орудию сближения двух разноплеменных народов»;
- Упразднить «разные местные покровительственные учреждения, которые всегда будут заинтересованы в том, чтобы предохранить местные мусульманские формы жизни от распадения через влияние на них европейской цивилизации».

Остроумов поддерживал идею Ильминского о переводе инородческих языков на кириллицу:

Русский алфавит представляется, с одной стороны, хорошим средством к усвоению инородцами русского языка и русского образования, а где-то к объединению инородцев с русским народом, а с другой стороны, он дал бы русской администрации края возможность охранить кочевое население от татарского или вообще от мусульманского влияния

## Основные научные труды
- «Первый опыт словаря народно-татарского языка по выговору крещеных татар Казанской губернии» (1876);
- «Мухаммеданский пост в месяц Рамазан» (1877);
- «Сарты: этнографические материалы» / - Ташкент : типография братьев Порцевых, 1890 - 1895.-Вып. 2. - (1893);
- «Историческое и современное значение христианских миссий среди мусульман» (1894);
- «Татарско-русский словарь» (Казань, 1876 и 1892);
- «Этимология сартовского языка» (Ташкент, 1910);
- «Уложение Тимура» (Казань, 1894);
- Константин Петрович фон-Кауфман — устроитель Туркестанского края. — Ташкент: Типо-лит. Ф. и Г. бр. Каминских, 1899. — 286 c.
- «Китайские эмигранты в Семиреченской области» (Казань, 1879);
- «Сарты» (3-е издание, Ташкент, 1908);
- «Народные сказки сартов» (2-е издание, 1906)
- «Пословицы и поговорки сартов» (1895);
- «Мир ислама в прошлом и настоящем» (1912);
- «Исламоведение. Введение в курс исламоведения» (Ташкент, 1914);
- «Исламоведение. (Догматы Корана)» (Москва, 1916);
- «Аравия — колыбель ислама» (1910)[10], переиздана: «Академия фундаментальных исследований: история», 2007 год, издательство ЛКИ;
- «Коран; описание внешнего вида и история текста» (1912);
- «Вероучение Корана» (Москва, 1915);
- «Шариат» (Ташкент, 1912);
- «Коран и прогресс» (1901).